# Philomedinae
Philomedinae is een onderfamilie van kreeftachtigen uit de klasse van de Ostracoda (mosselkreeftjes).

## Geslachten
- Anarthron Kornicker, 1975
- Euphilomedes Poulsen, 1962
- Igene Kornicker, 1975
- Paraphilomedes Poulsen, 1962
- Philomedes Lilljeborg, 1853
- Pleoschisma Brady, 1890
- Scleroconcha Skogsberg, 1920
- Zeugophilomedes Kornicker, 1983